# كوتزيناس
كوزينا أو كوتزيناس، كان زعيمًا أمازيغيًا مسيحيًا، برز خلال حروب الإمبراطورية البيزنطية ضد القبائل البربرية في منتصف القرن السادس الميلادي. شارك في القتال إلى جانب البيزنطيين وضدهم في فترات مختلفة، إلا أنه أصبح حليفًا وفيًّا لهم خلال المراحل الأخيرة من التمرد الأمازيغي.
لعب كوزينا دورًا محوريًا في دعم القائد البيزنطي جون تروجليتا، وساهم بشكل كبير في تحقيق النصر في معركة كاثو عام 548. واستمر ولاؤه للإمبراطورية البيزنطية حتى اغتياله عام 563، على يد الحاكم البيزنطي الجديد لإفريقيا، جون روجاثينوس.

## سيرة شخصية

### عائلته
كوتزيناس ذو تراث مختلط. والده أمازيغي من قبيلة ماسيلية بمنطقة النمامشة  بينما والدته من أصل روماني. حوالي عام 533 تولى قيادة ماستراسياني وهي مجموعة من البربر الرحل أو شبه الرحل الذين يسكنون بيزاسين (وسط تونس حاليًا) وربما في منطقة السهوب الواقعة غرب محور تلابت - قفصة.

### إرثه العسكري
عند اندلاع حرب الفاندال استسلم ووعد بتحالفه مع البيزنطيين الذين وصلوا مؤخرًا إلى أفريقيا. في 533 - 534 بعد غزو مملكة الفاندال حدثت عدة انتفاضات بين القبائل البربرية في بيزاسين القلقة من طموحات البيزنطيين في أفريقيا. ذكر المؤرخ البيزنطي بروكوبيوس القيصري كوزينا كأحد قادة التمرد في المحافظة إلى جانب إسديلاساس وميديسينيساس ويورفوتيس . تمكن زعماء البربر المتحالفين من هزيمة وقتل الضابطين البيزنطيين إيغان وروفين في بيزاسين. ومع ذلك، في ربيع عام 535 هُزم المتمردون على يد القائد البيزنطي سليمان في معركتي ماميس وجبل بورغاون ثم أُجبر كوزينا على التراجع نحو الأوراس في نوميديا حيث حصل على حماية الزعيم الأمازيغي المحلي يوداس . لكن في عام 539 تعرض يوداس بدوره لهجوم من قبل البيزنطيين وطردوه من الأوراس التي أصبحت الآن محتلة ومحاطة بالحصون  لم يتم ذكر كوزينا وقت غزو البيزنطيين لجبال الأوراس لكن يبدو أنها خضعت واستفادت على هذا النحو من نوع من الاعتراف الرسمي بالقرب من هذه المنطقة  .
يختفي كوتزيناس من المصادر حتى عام 544 في هذا التاريخ وفقًا للقصيدة الملحمية لا يوهانايد للكاتب الروماني كوريبوس كان زعيمًا قبليًا لنوميديا متحالفًا مع البيزنطيين وصديقًا لسليمان .
[ قرر كوزينا معارضة ثورة أنطالاس وقاد شعبه  الماستراسياني إلى جانب الجيش البيزنطي.
في 544 هُزم سليمان وقتل على يد أنتالاس في معركة كيليوم وفي العام التالي تعثر الموقف البيزنطي ضد الأمازيغ في نهاية عام 545 انضم كوسينا ويوداس إلى أنتالاس الذي كان يسير نحو قرطاج العاصمة والقلعة الرئيسية للبيزنطيين في إفريقيا. تواطأ كوزينا سرًا مع الحاكم البيزنطي أريوبيندوس لخيانة أنتالاس وقت المعركة ومع ذلك يكشف أريوبيندوس هذه الخطة لجونثاريك وهو جنرال بيزنطي كان على اتصال مع أنتالاس والذي قرر خيانة أريوبيندوس لكسب الوقت للاستعداد ينصح أريوبينوس بأخذ طفل كاتزيناس كرهينة خلال هذه الأحداث، أثار غونثاريك ثورة في قرطاج لم يتمكن أريوبيندوس المسالم من قمعها تم إعدامه واستبداله بحاكم أخر . بعد أن كشف غوثريك عن أهدافه إلى أنطالاس، غيّر كاتزيناس موقفه مرة أخرى وتحالف مع غوثريك وأعطاه والدته وابنه كرهائن إلى جانب الجنرال الأرمني أرتابانيس طارد أنتلاس وحقق النصر على قوات المتمردين بالقرب حضرموت.
في شتاء 546/547 عندما وصل الحاكم البيزنطي الجديد والقائد العام جون تروجليتا إلى أفريقيا انضم إليه كوزينا وأنصاره وشاركوا في الحملة التي شهدت هزيمة أنتلاس واستسلامها بعد فترة وجيزة حصل كوزينا على الرتبة العسكرية العليا من تروجليتا. في صيف عام 547 رافق كوزينا تروجليتا في حملته ضد قبائل طرابلس بقيادة كاركاسان قبل معركة مارتا نصح  القوات المتمردة لكن الجيش البيزنطي تعرض لهزيمة ثقيلة  على يد قوات كركاسان خلال نفس الشتاء تشاجر كوزينا مع زعيم أمازيغي آخر موالي للبيزنطيين إفيسديياس ويهدد جدالهم بالتحول إلى صراع مفتوح لكن تدخل تروجليتا يمنع أي تفاقم ويتمكن الجنرال البيزنطي من المصالحة بين الرجلين عن طريق المبعوث يوحنا  .
وفي ربيع عام 548 شارك مرة أخرى في حملة تروجليتا وفقًا لكوريبي فهو كان على رأس 30 ألف مقاتل ، مقسمين إلى وحدات من ألف رجل يقود كل منها دوكس أمازيغي ومن الممكن أن يشمل هذا العدد القوات البيزنطية بقيادة كوزينا. خلال الحملة تدخل كوزينا وغيره من زعماء الأمازيغ بشكل حاسم في قمع شبه تمرد داخل صفوف البيزنطيين بسبب استراتيجية الأرض المحروقة التي قادها أنتلاس. الدعم المستمر من الأمازيغ يسمح لتروجليتا بالتغلب على الأزمة وقيادة جيشه ضد قوات كاركاسان وأنتالاس. لعب كوتزيناس دورًا حاسمًا خلال معركة حقول كاتو والتي انتهت بانتصار بيزنطي حاسم وموت كاركاسان. أدى هذا الحدث إلى سحق التمرد واستسلم أنتلاس والقادة الآخرون الباقين على قيد الحياة إلى تروجليتا 

## وفاته
بعد ذلك ظل كوتزيناس تابعا للإمبراطورية وكان يتلقى الأموال بانتظام من السلطات البيزنطية. ثم يوصف بأنه زعيم يتقاضى رواتبه على نطاق واسع ومنتظم من قبل البيزنطيين وكان حليفهم وربما الممثل الرئيسي لأمازيغ نوميديا وبالتالي لعب دورًا يعادل دور الحاكم القبلي ومع ذلك في يناير 563 توقف والي أفريقيا الجديد جون روجاثينوس لأسباب غير معروفة عن الاستمرار في دفع الأموال واغتيل كوزينا أثناء مجيئه لجمع هذا المبلغ مما أثار انتفاضة أبنائه.